# Borsuki-Kolonia
Borsuki-Kolonia [pronunciación en polaco: /bɔrˈsuki kɔˈlɔɲa/] es un pueblo ubicado en el distrito administrativo de Gmina Zatory, dentro del Condado de Pułtusk, Voivodato de Mazovia, en el este de Polonia central.